# L'età dell'innocenza (film)
L'età dell'innocenza (The Age of Innocence) è un film del 1993 diretto da Martin Scorsese. È tratto dall'omonimo romanzo del 1920 di Edith Wharton, vincitore del Premio Pulitzer nel 1921.

## Trama
Nel 1870 a New York il ricco avvocato gentiluomo Newland Archer ha in programma di sposare May Welland, bella e aristocratica ma fatua e superficiale. All'improvviso arriva a New York la cugina di quest'ultima, la sofisticata quanto affascinante contessa Ellen Olenska. La donna è tornata in città dopo un disastroso matrimonio e sta tentando di divorziare dal marito che la maltratta, un conte polacco il quale l'ha segregata dalla vita sociale. All'inizio la contessa Olenska è ostracizzata dalla società e si diffondono voci malvagie su di lei, ma la famiglia di May le sta coraggiosamente accanto, accettandola gradualmente dalla più raffinata delle vecchie famiglie di New York. La contessa viene snobbata in una festa sociale organizzata dalla sua famiglia, ma con l'aiuto di Archer è in grado di partecipare ad un evento ospitato dal ricco Van der Luydens. Lì fa la conoscenza di uno dei finanzieri affermati di New York, Julius Beaufort, che ha la reputazione di affari rischiosi e abitudini dissipate, il quale comincia a flirtare apertamente con la contessa, sia in pubblico che in privato. Archer a sua volta inizia ad apprezzare le idee non convenzionali della donna sulla società di New York, e la sua conoscenza fa passare in secondo piano il suo amore per la fidanzata May.
Dopo che la contessa ha annunciato l'intenzione di divorziare dal marito, Archer si sente costretto ad agire per conto della famiglia e persuadere la donna a rimanere sposata, ma si rende anche conto di essersi inconsapevolmente innamorato di lei. Bruscamente il giorno successivo decide di partire per riunirsi con May e i suoi genitori, che sono in Florida in vacanza: qui Archer chiede a quest'ultima di accorciare il loro fidanzamento, ma May diventa sospettosa e gli chiede se la sua fretta di sposarsi sia motivata dalla paura di coniugarsi con la persona sbagliata. Archer la rassicura che è innamorato di lei. Quando l'uomo torna a New York chiama la contessa e ammette di essersi invaghito di lei, ma arriva un telegramma di May la quale annuncia che i suoi genitori hanno accettato di spostare la data del matrimonio. Dopo la cerimonia e la luna di miele, lei e Archer  si stabiliscono a New York, mentre la contessa torna lì per prendersi cura di sua nonna. Quindi riprende la reciproca attrazione tra la donna e Archer, ma improvvisamente la contessa annuncia senza spiegazioni l'intenzione di tornare in Europa. May organizza una festa d'addio per la cugina e, dopo che gli ospiti hanno lasciato la casa, la giovane annuncia ad Archer di essere incinta. In realtà gli comunica di aspettare un figlio proprio mentre il marito le sta raccontando delle proprie intenzioni di intraprendere un lunghissimo viaggio, lontano, in Europa, e forse anche in Oriente, da solo. May confida al marito di aver scoperto di essere in dolce attesa  quello stesso giorno, ma poi si contraddice, rivelando di aver informato della notizia la cugina Ellen ben due settimane prima. Davanti alla richiesta di precisazioni da parte del marito, May si mostra riluttante, in difficoltà, salvo poi concludere che aveva avvisato in anticipo la cugina Ellen di essere incinta perché sicura di esserlo, anche senza il successivo riscontro medico. Archer comprende così il motivo della partenza precipitosa della contessa.
Gli anni passano: Archer ha 57 anni ed è padre rispettoso e amorevole di tre figli nonché un marito fedele, ma rimane vedovo dopo che May muore. Il figlio dell'uomo, Ted, convince il padre a fare un viaggio in Francia. A Parigi il giovane ha organizzato una visita all'appartamento della contessa Olenska, che Archer non vede da 25 anni. Ted confida al padre che May, la madre, ormai molto ammalata, gli aveva confessato che moriva serena, sicura di lasciare i figli in buone mani "perché una volta, quando lei glielo chiese, Archer rinunciò alla cosa che desiderava di più nella vita". A questo punto quest'ultimo risponde sconvolto e stizzito che in realtà lei non glielo aveva mai chiesto: non gli aveva mai chiesto di rinunciare ad Ellen, ma semplicemente aveva tramato con l'aiuto dei familiari perché ciò accadesse. Inizialmente rammaricato di non essere riuscito a celare i suoi segreti sentimenti alla moglie, Archer infine si scopre felice che la stessa May lo avesse compreso, donandogli dopo tanti anni la sensazione di essersi liberato di un peso. Quella sera, sotto l'appartamento della contessa, l'uomo lascia che sia solo suo figlio a salire per farle visita. Mentre siede fuori su una panchina, struggendosi dalla curiosità di rivederla, fissa la finestra della dimora nella speranza di scorgere la contessa in attesa, come tempo addietro aveva sperato che questa si voltasse prima che una barca potesse raggiungere un faro. Tuttavia, anche questa volta, la donna non si affaccia, se non per quella che sembra un'ombra fugace, il riflesso di un raggio di sole sul vetro, un abbaglio del desiderio. Archer, consapevole che alla sua tarda età è quasi patetico pensare di poter tornare indietro nel tempo e col dubbio amaro che in fondo Ellen non fosse in sua attesa, eppure al contempo sollevato da questa possibilità, considerata la mancanza di coraggio nel salire a incontrarla, si incammina lentamente per le strade di Parigi, crogiolandosi nel ricordo giovanile di un sentimento innocente, potente, in grado di sovvertire lo stato ordinario delle cose, ma rimasto platonico.

## Riconoscimenti
- 1994 - Premio Oscar
  - Migliori costumi a Gabriella Pescucci
  - Candidatura Miglior attrice non protagonista a Winona Ryder
  - Candidatura Migliore sceneggiatura non originale a Martin Scorsese e Jay Cocks
  - Candidatura Miglior scenografia a Dante Ferretti
  - Candidatura Miglior colonna sonora a Elmer Bernstein
- 1994 - Golden Globe
  - Miglior attrice non protagonista a Winona Ryder
  - Candidatura Miglior film drammatico a Barbara De Fina e Bruce S. Pustin
  - Candidatura Miglior regista a Martin Scorsese
  - Candidatura Migliore attrice in un film drammatico a Michelle Pfeiffer
- 1994 - Premio BAFTA
  - Miglior attrice non protagonista a Miriam Margolyes
  - Candidatura Miglior attrice non protagonista a Winona Ryder
  - Candidatura Miglior fotografia a Michael Ballhaus
  - Candidatura Miglior scenografia a Dante Ferretti
- 1993 - National Board of Review
  - Migliori dieci film
  - Migliore attrice non protagonista a Winona Ryder
  - Miglior regista a Martin Scorsese
- 1994 - David di Donatello
  - Candidatura Migliore attrice straniera a Michelle Pfeiffer
- 1994 - Nastro d'argento
  - Miglior scenografia a Dante Ferretti
  - Migliori costumi a Gabriella Pescucci